# Diaforita
La diaforita és un mineral de la classe dels sulfurs. Va ser descoberta l'any 1871, i rep el seu nom del grec diaphoros, diferent, perquè és diferent de la freieslebenita, una suposada forma dimorfa seva.

## Característiques
La diaforita és una sulfosal, de la classe dels sulfurs. La seva fórmula, Ag₃Pb₂Sb₃S₈, inclou de vegades impureses de ferro i coure. Cristal·litza en el sistema monoclínic, formant cristalls prismàtics, sovint estriats, i de vegades molt complexos. La seva duresa a l'escala de Mohs oscil·la entre 2,5 i 3.
Segons la classificació de Nickel-Strunz, la diaforita pertany a «02.JB: Sulfosals de l'arquetip PbS, derivats de la galena, amb Pb» juntament amb els següents minerals: cosalita, freieslebenita, marrita, cannizzarita, wittita, junoïta, neyita, nordströmita, nuffieldita, proudita, weibul·lita, felbertalita, rouxelita, angelaïta, cuproneyita, geocronita, jordanita, kirkiïta, tsugaruïta, pillaïta, zinkenita, scainiïta, pellouxita, chovanita, aschamalmita, bursaïta, eskimoïta, fizelyita, gustavita, lil·lianita, ourayita, ramdohrita, roshchinita, schirmerita, treasurita, uchucchacuaïta, ustarasita, vikingita, xilingolita, heyrovskýita, andorita IV, gratonita, marrucciïta, vurroïta i arsenquatrandorita.

## Formació i jaciments
Es forma en filons hidrotermals a temperatures moderades. Sol trobar-se associada a altres minerals com: galena, miargirita, pirargirita, pirita, quars, siderita i esfalerita.